# Cnemidocarpa reticulata
Cnemidocarpa reticulata är en sjöpungsart som först beskrevs av C.S. Millar 1975.  Cnemidocarpa reticulata ingår i släktet Cnemidocarpa och familjen Styelidae. Inga underarter finns listade i Catalogue of Life.